# Strut-Harald
 Denne artikel bør gennemlæses af en person med fagkendskab for at sikre den faglige korrekthed.

Strut-Harald, Strutharald eller Strudharald er en sagnfigur og jarl eller underkonge over danerne i Skåne i slutningen af 900-tallet. Nogle nordiske sagaer identificerer ham som søn af Gorm den gamle, hvilket gør ham til bror eller halvbror til Harald Blåtand.
Ifølge Snorri Sturluson var Strut-Harald jarl af "Jomsborg i Wendland."
Strut-Harald var far til Sigvald Jarl og Thorkild den Høje, der begge blev fremtrædende jomsvikinger og som kæmpede mod den norske Håkon Jarl. Endvidere havde han yderligere en navngiven søn, Hemming Haraldsen (es), samt datteren Tove, der blev gift med Sigurd Kappe.
Docent ved Københavns Universitet Gísli Brynjúlfsson (sv) fremførte i 1870'erne en teori om, at Skjalm Hvides hustru Signe skulle være en efterkommer af Strut-Harald, mere præcist et tiptipoldebarn via Strut-Haralds søn Sigvald.
Sven Tveskæg efterfulgte ham ifølge sagafortællingerne som konge over Skåne.